# Dmitrij Popko
Dmitrij Popko (ur. 24 października 1996 w Petersburgu) – rosyjski tenisista, który od 2011 roku reprezentuje Kazachstan. Reprezentant Kazachstanu w Pucharze Davisa.

## Kariera tenisowa
Startując w zawodach ATP Challenger Tour wygrał jeden tytuł singlowy. W karierze wygrał osiemnaście singlowych oraz pięć deblowych turniejów rangi ITF.
W rankingu gry pojedynczej najwyżej był na 162. miejscu (25 października 2021), a w klasyfikacji gry podwójnej na 304. pozycji (1 maja 2017).